# 1-я гвардейская стрелковая дивизия (1-го формирования)
1-я гвардейская стрелковая ордена Ленина дивизия — гвардейское соединение (стрелковая дивизия) стрелковых войск РККА ВС СССР, во время Великой Отечественной войны.
Сокращённое действительное наименование применяемое в рабочих документах — 1 гв.сд.

## История
За боевые отличия, подвиги и героизм личного состава 100-й стрелковой дивизии Приказом Народного Комиссара Обороны Союза ССР № 308, от 18 сентября 1941 года, было присвоено почётное звание «Гвардейская», и был назначен новый войсковой номер 1 и она была преобразована в 1-ю гвардейскую ордена Ленина стрелковую дивизию. В дивизию был включён в качестве сверхштатного (благодаря настойчивости секретаря Воронежского обкома партии Никитина) 4-й Воронежский добровольческий стрелковый полк. С 21 сентября дивизия в составе конно-механизированной группы генерал-майора П. А. Белова вместе с частями 2-го кавалерийского корпуса участвовала в контрударе против ромненнской группировки Гудериана. Части дивизии с ходу вступили в бой с гитлеровцами на реке Сула. Боевое крещение в боях под селом Липовая Долина и деревней Сакунихой принял Воронежский добровольческий полк. Позднее дивизия в составе 21-й армии вела оборонительные бои на лебединском и белгородском направлениях, в том числе в окружении. 27 ноября 1941 года дивизия сдала полосу обороны 297-й и 81-й стрелковым дивизиям и передислоцировалась в район Волоконовки для пополнения личным составом и матчастью, затем была переброшена по железной дороге в район станции Тербуны, где вошла в состав оперативной группы генерал-лейтенанта Ф. Я. Костенко. Дивизия участвовала в разгроме вражеской группировки противника в районе Ельца.

За 28 дней декабрьских боёв дивизия с боями прошла 160 километров, освободив вместе с 5-м кавалерийским корпусом более 450 населённых пунктов. Были разгромлены 45-я и 95-я пехотные дивизии Вермахта. 85-й стрелковый полк за мужество и героизм, проявленные в боях под Ливнами и Ельцом, был награждён орденом Красного Знамени. Весь личный состав соединения был награждён медалью «За оборону Москвы».
После завершения Елецкой операции дивизия была включена в состав 13-й армии генерал-майора А. М. Городнянского. Дивизия заняла оборону на рубеже Разиньково (положение на карте), Труды Меряева (положение на карте (недоступная ссылка)), Жерновец (положение на карте). 8 января 1942 года дивизия совершила 100-километровый марш в район города Щигры и была включена в состав 3-го гвардейского кавалерийского корпуса генерал-майора В. Д. Крючёнкина. Утром 18 января войска дивизии перешли в наступление, которое продолжалось до 30 января. За 11 дней боёв в районе Щигры дивизия освободила 21 населённый пункт. 5 февраля дивизия была передана в оперативное подчинение командующему 21-й армией генерал-майору В. Н. Гордову и передислоцировалась в район Лески (положение на карте), 35 км севернее Белгорода. 20 февраля 1942 года после артподготовки дивизия (с целью перерезать железную дорогу Белгород — Курск) перешла в наступление в двух направлениях: 4-й и 355-й сп — на Лески, 85-й и 331-й — на Беленихино.
26 февраля дивизия сдала занимаемый участок частям 297-й стрелковой дивизии и сосредоточилась в районе Верин (положение на карте), Кузьминка (положение на карте), Гнездиловка. Через 2 дня новый приказ: сосредоточиться в районе Марьин (положение на карте), Покаляное, Бочково (срок передислокации — 5 ночей). Начался изнурительный ночной марш.
5 марта дивизия поступила в распоряжение командующего 38-й армией генерал-майора К. С. Москаленко. В этот же день был получен приказ о переименовании всех частей дивизии в гвардейские с присвоением им новых номеров. В ночь на 7 марта дивизия сменила части 300-й стрелковой дивизии 38-й армии на рубеже Прилипка, 1-е Советское. Была поставлена задача — нанести удар в направлении северной окраины 1-е Советское, Избицкое, форсировать по льду Северский Донец и захватить на его западном берегу плацдарм для последующего наступления на Харьков. В трудных условиях оттепели в 5 часов утра 7 марта части дивизии начали форсирование Северского Донца. От тягачей и конных упряжек пришлось отказаться — лёд бы не выдержал. Пушки бойцы тащили на руках. К 16 часам 7 марта части дивизии вышли ко 2-му рубежу обороны противника. Плацдарм был захвачен и дивизия удерживала его до 19 апреля, после чего была выведена для отдыха и пополнения и эшелонами отправлена в Ливны.
В конце октября 1942 года дивизия с Брянского фронта была переброшена в Приволжский военный округ. Переброска имела большое значение, поэтому проводилась в строгой тайне, с соблюдением всех мер оперативно-тактической маскировки. Даже командир с комиссаром дивизии не знали, куда идут воинские поезда с техникой и личным составом. Только на станции Сватово командиру дивизии гвардии генерал-майору И. Н. Руссиянову был вручён пакет с сургучными печатями Генштаба Красной Армии. Это был приказ Наркома обороны о переформировании дивизии в 1-й гвардейский механизированный ордена Ленина корпус (22.10.1942).

## В составе
| Дата                 | Фронт (округ)      | Армия      | Корпус (группа)                                                  | Примечания |
| -------------------- | ------------------ | ---------- | ---------------------------------------------------------------- | ---------- |
| 1 октября 1941 года  | Юго-Западный фронт | 21-я армия | —                                                                | —          |
| 1 ноября 1941 года   | Юго-Западный фронт | 21-я армия | —                                                                | —          |
| 1 декабря 1941 года  | Юго-Западный фронт | 21-я армия | —                                                                | —          |
| 1 января 1942 года   | Юго-Западный фронт | 21-я армия | Оперативная группа Костенко                                      | —          |
| 1 февраля 1942 года  | Юго-Западный фронт | 21-я армия | —                                                                | —          |
| 1 марта 1942 года    | Юго-Западный фронт | 21-я армия | —                                                                | —          |
| 1 апреля 1942 года   | Юго-Западный фронт | 38-я армия | —                                                                | —          |
| 1 мая 1942 года      | Брянский фронт     | 48-я армия | —                                                                | —          |
| 1 июня 1942 года     | Брянский фронт     | —          | —                                                                | —          |
| 1 июля 1942 года     | Брянский фронт     | —          | —                                                                | —          |
| 1 августа 1942 года  | Брянский фронт     | —          | Оперативная группа под командованием генерал-лейтенанта Чибисова | —          |
| 1 сентября 1942 года | Брянский фронт     | 13-я армия | —                                                                | —          |
| 1 октября 1942 года  | Брянский фронт     | 13-я армия | —                                                                | —          |

## Состав

### На 18 сентября 1941 года
- управление
- 85-й стрелковый полк,
- 331-й стрелковый полк,
- 355-й стрелковый полк,
- 4-й Воронежский стрелковый полк,
- 34-й артиллерийский полк,
- 46-й гаубичный артиллерийский полк,
- 81-й отдельный дивизион противотанковой обороны,
- 183-й отдельный зенитный артиллерийский дивизион,
- 69-й отдельный разведывательный батальон,
- 90-й отдельный сапёрный батальон,
- 29-й отдельный батальон связи,
- 23-й отдельный медико-санитарный батальон,
- 2-й отдельный автотранспортный батальон,
- 62-я отдельная рота химической защиты,
- 119-я дивизионная артиллерийская ремонтная мастерская,
- 88-й полевой автохлебозавод.

### С 6 марта 1942 года
- управление
- 2-й гвардейский стрелковый полк,
- 4-й гвардейский стрелковый полк,
- 7-й гвардейский стрелковый полк,
- 16-й гвардейский стрелковый полк,
- 98-й лыжный батальон (до 8.4.42 г.),
- 20-й гвардейский артиллерийский полк,
- 46-й гаубичный артиллерийский полк (до 12.11.41 г.),
- 3-й гвардейский отдельный истребительно-противотанковый дивизион,
- 5 гвардейская зенитная артиллерийская батарея,
- 12-й гвардейский миномётный дивизион,
- 8-я гвардейская разведывательная рота,
- 4-й гвардейский сапёрный батальон ,
- 15-й гвардейский отдельный батальон связи,
- 9-й медико-санитарный батальон,
- 6-я гвардейская отдельная рота химзащиты,
- 7-я автотранспортная рота,
- 10-я полевая хлебопекарня,
- 11-й дивизионный ветеринарный лазарет,
- 119-я дивизионная артиллерийская мастерская.

## Командование дивизии

### Командиры
- Руссиянов, Иван Никитич, гвардии генерал-майор — (18.09.1941 — 22.10.1942)

### Заместители командира
- Лозанович, Леонид Николаевич (03.10.1942 — ??.11.1942), гвардии полковник

## Награды дивизии
По преемственности от 100-й стрелковой дивизии:
- 21 марта 1940 года —  Орден Ленина — награждена указом Президиума Верховного Совета СССР за образцовое выполнение заданий командования на фронте борьбы с финской белогвардейщиной и проявленные при этом доблесть и мужество.